# Dwergcollybia
De dwergcollybia (Collybia cirrhata, synoniem: Collybia cirrhata) is een schimmel behorend tot de familie Tricholomataceae. Hij groeit in groepjes op oude, zwart geworden resten van plaatjeszwammen, zoals zwavelkopjes, russula's en melkzwammen op voedselarm zand en leem. Vruchtlichamen komen voor van augustus tot november.

## Kenmerken

### Uiterlijke kenmerken
Hoed
De hoed is aanvankelijk convex als hij jong is, maar wordt later convex tot afgeplat of enigszins ingedrukt in het midden, met een diameter van 3-11 mm. De hoedrand begint naar binnen gerold of gebogen, maar wordt recht naarmate deze ouder wordt. Het hoedoppervlak varieert van droog tot vochtig, glad tot bedekt met fijne witachtige haren en is meestal gelijk met doorschijnende radiale groeven aan de rand. Het is subhygrofaan (verandert enigszins van kleur afhankelijk van de hydratatie), wordt grijs-oranje als het waterig of oud is, en is meestal wit met een zeer vage roze blos als het vers is. Het centrum kan vleeskleurig verkleurd zijn. 
Lamellen
De witte lamellen staan vrij dicht opeen en zijn recht aangehecht. Er zijn tussen de 12 en 20 lamellen die zich volledig uitstrekken van de hoedrand tot de steel en drie tot vijf lagen lamellulae (kortere lamellen die zich niet volledig uitstrekken van de hoedrand tot de steel). De lamellen zijn dun, smal tot matig breed en wit tot roze-buff.
Steel
Het steeltje is 1 tot 2 cm lang en 1 mm dik. Het steeloppervlak is droog, witachtig tot grijs-oranje, soms met kleine haartjes op het bovenste gedeelte die grover worden bij de basis. De steelvoet heeft vaak rhizomorf-achtige strengen of overvloedige witachtige mycelia. De steel is, in tegenstelling tot de andere twee soorten Collybia, niet afkomstig van een sclerotium. De steel wordt hol naarmate hij ouder wordt.

### Microscopische kenmerken
In bulk lijken de sporen wit. Individuele sporen zijn ellipsoïde tot traanvormig, eivormig tot ellipsoïde of ruwweg cilindrische met afmetingen van 4,8-6,4 bij 2-2,8 (soms tot 3,5) µm. Ze zijn glad, inamyloïde en acyanofiel (reagerend met kleuring op respectievelijk Melzers reagens en methylblauw). De basidia (sporendragende cellen van het hymenium) zijn ruwweg knotsvormig, viersporig en meten 17,5-21 bij 4,8-5,6 µm. De lamellen hebben geen cystidia. Het lamelweefsel is gemaakt van hyfen die tot ongeveer evenwijdig met elkaar verweven zijn, en inamyloïde. De hyfen zijn 2,8-8,4 µm in diameter en glad. Het hoedweefsel is gemaakt van met elkaar verweven hyfen onder het midden van de kap, maar radiaal georiënteerd over de lamellen; het is ook inamyloïde. Deze hyfen hebben een diameter van 3,5-8,4 µm, zijn glad, maar hebben onregelmatig verdikte wanden. De cuticula van de steel is een laag parallelle, verticaal georiënteerde hyfen; de hyfen meten 3,5-4,2 µm en zijn glad, enigszins dikwandig en licht geelbruin in alkalische oplossing. Ze geven aanleiding tot een bedekking van verwarde en vertakte caulocystidia (cystidia op de steel) die meerdere septa hebben. De caulocystidia hebben een diameter van 2,8-4,8 µm, zijn glad, dunwandig en hebben de vorm van verwrongen cilinders. Gespen zijn aanwezig in de hyfen van alle weefsels.

## Verspreiding
De dwergcollybia is bekend uit gematigde, boreale, alpiene en arctische habitats. De schimmel is wijdverbreid in Europa, waaronder Bulgarije, Denemarken, Duitsland, Griekenland, Letland, Scandinavië, Slowakije, Zwitserland, Turkije en het Verenigd Koninkrijk. De paddenstoel komt ook veel voor in de noordelijke berggebieden van Noord-Amerika. In Azië is de schimmel gemeld in Korea en in Hokkaido, in het noorden van Japan. De soort is ook bekend uit Groenland. Een publicatie uit 2009 suggereerde dat op basis van het bekende bewijsmateriaal de verspreiding van de soort circumboreaal kan zijn.
In Nederland komt de dwergcollybia algemeen voor. Hij staat niet op de rode lijst en is niet bedreigd.